# Brajakovo Brdo
Brajakovo Brdo – wieś w Chorwacji, w żupanii karlowackiej, w gminie Netretić. W 2011 roku liczyła 116 mieszkańców.